# Castell
Castell este un cuvânt provenit din limba catalană care desemnează un turn uman aparținând tradiției catalane care este catalogat de UNESCO pe 16 noiembrie 2010 drept bun al patrimoniului mondial imaterial. Obiceiul de a înălța turnuri umane s-a născut în regiunea Campo de Tarragona în secolul XVIII și s-a extins în secolul XX în întreaga Catalonie dar și în alte regiuni vorbitoare de catalană precum Insulele Baleare și Rosellon. Persoanele care participă la acest obicei sunt împărțiți în cete care se numesc în catalană collas castelleras. Membrii cetelor care înalță castelele se numesc castellers.
Pentru ridicarea unui castel e nevoie de un număr mare de bărbați și femei de diferite vârste și constituții fizice care se antrenează tot anul pentru întreceri și reprezentații în sărbătorile populare. Uneori pot participa activ și spectatorii, rudele sau prietenii membrilor cetei pentru ridicarea acestuia.

## Origini
Se presupune că originea turnurilor umane se găsește în dansurile valenciene care se realizau la sărbătorile religioase. Aceste dansuri se terminau prin construirea unor figuri din ființe umane care în timp au căpătat amploare și măreție independizându-se de dans devenind un ritual de sine-stătător. În secolul XV deja se practica moisiganga, străbunul dansului Muixeranga din actualitate, în localitatea valenciană Algemesí care este un îmbinare de dansuri și turnuri umane. Catalanii preluând ideea, au ignorat dansul din aceste obiceiuri tradiționale concentrându-se doar pe realizarea unor turnuri din ce în ce mai înalte și originale.

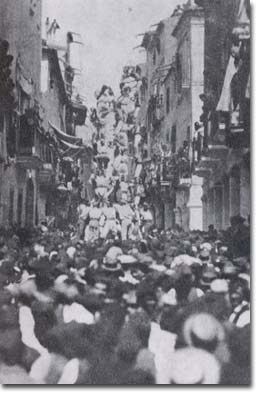
Fotografie din 1862 cu înălţarea unui castel uman

Prima atestare documentară a unui castell de sis sostres, acompanyat de la dolçaina (castel de 6 etaje, acompaniat de un oboi) datează din 1770 în Arbos, iar în anul 1790 a început să se fie denumit castell pentru a-l diferenția de dansurile valenciene. Referințe legate de organizarea în cete a celor ce realizau aceste castele datează din anul 1815, enumerând de cetele: Colla dels Pagesos și Colla dels Menestrals.

## Deviză
Deviza casteller-ilor este inspirată dintr-un vers al poemului Los Xiquets de Valls al lui Anselmo Clavé și este Forță, Echilibru, Curaj și Bun-simț (Força, Equilibri, Valor i Seny). Aceste trăsături se considerau ca fiind esențiale pentru a fi casteller.
- Forță. În vechime pătura socială care ridicau castelele era compusă din oameni simpli care trebuiau să muncească dur pentru a-și câștiga traiul astfel că constituția lor fizică devenea masivă. Astăzi, chiar dacă și forța fizică ajută, mai mare accent se pune pe tehnica construirii castell-ului.
- Echilibru. Faptul de a sta și de a susține alte persoane necesită un echilibru și o încredere în ceilalți foarte mare.
- Curaj. Este o trăsătură de care au nevoie toți participanții la clădirea castell-ului, atât cei ce se cațără în vârf, precum și cei care trebuie să susțină pe umerii lor castell-ul.
- Bun-simț. Bunul simț, cumpătarea și concentrarea sunt necesare la oricare pas al planificării și realizării castelului. Este necesară seriozitatea în timpul antrenamentelor pentru că este o muncă în echipă și de acest lucru depinde succesul cetelor de castelleri.

Chiar dacă aceasta este deviza castellerilor este nevoie de alte trăsături de caracter pentru a putea realiza castele precum: multă muncă, stăruință, încredere, răbdare, spirit de echipă, etc.

## Pregătire și accidentări

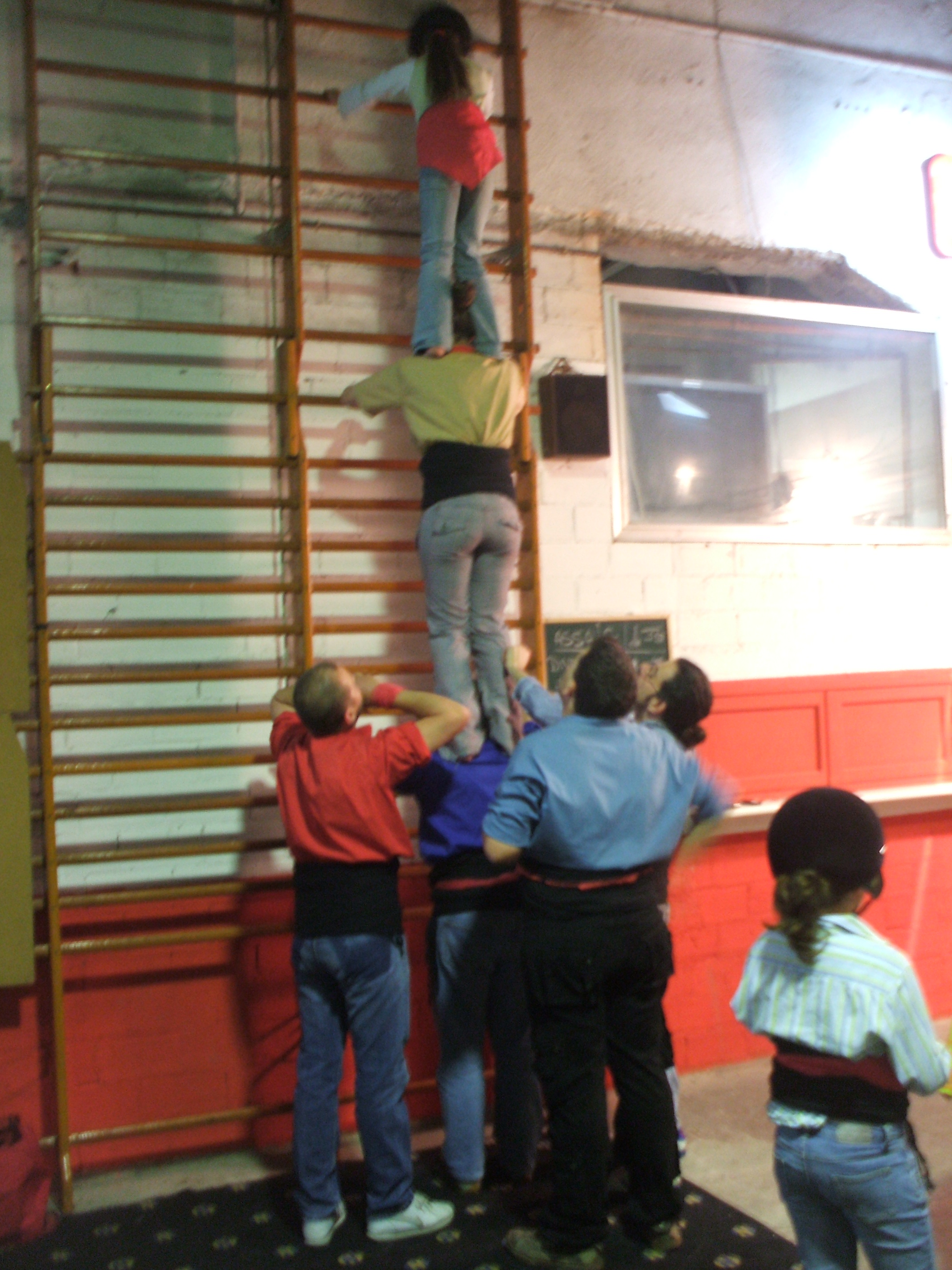
Pregătirea castellerilor într-o sală de sport

Castellerii au nevoie de mult antrenament pentru a realiza turnuri umane înalte. Cetele au spații închise unde se întâlnesc pentru a se pregăti.
Se cunosc doar trei accidente care s-au soldat cu moartea în rândul castellerilor, primul în secolul XIX în localitatea La Maso, apoi în Torredembarra în 1983 și ultimul în Mataró în 2006 ceea ce a dus la obligativitatea purtării căștilor de către copii care participau la ridicarea castelelor.
Procentajul castellerilor care nu au căzut niciodată a fost de 92,81% în 1996 și 96.30% în 2005.
Incidența accidentelor-Tabele comparative
|                                                         | Castell | Fotbal | Baschet | Handbal | Activitate școlară |
| Accidentări pentru fiecare 100.000 de ore de activitate | 44      | 50-560 | 300     | 410     | 650                |

|                                                  | Castell | Curtea școlii | Activitate școlară | Accidente în general | Educație fizică |
| Accidentări pentru fiecare 1.000 practicanți ai: | 97      | 1.4           | 28.5               | 64.4                 | 117             |

|                                | Castell  | Fotbal | Karate | Handbal | Activitate școlară |
| Procentajul de răniților gravi | 8.5-17.2 | 11     | 26     | 32      | 32                 |

## Părți ce intră în alcătuirea turnului uman

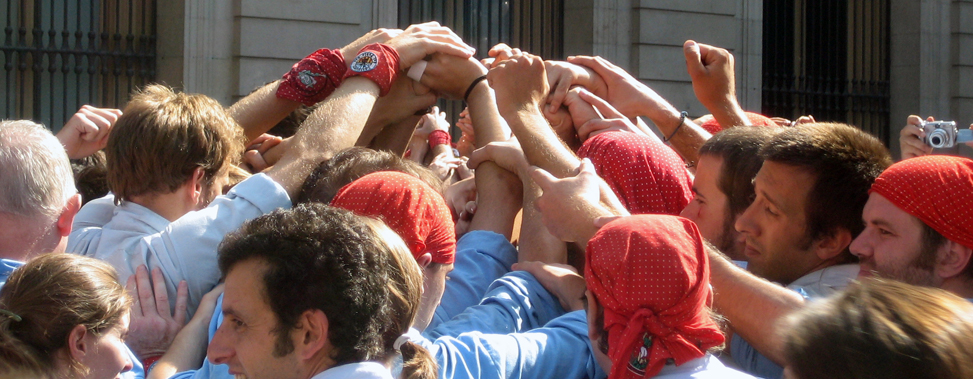
Baza turnului sau pinya

Nomenclatura în cazul turnurilor umane este foarte diversă și poate părea greoaie mai ales în cazul celor ce nu cunosc limba catalană.
În alcătuirea unui castell intră următoarele părți:
- Pinya este baza turnului, acolo se află cea mai mare parte a membrilor cetei. Pinya servește pentru a sprijini castelul.
- Tronc este partea centrală, respectiv nivelurile și în funcție de structură și înălțime deetermină gradul de dificultate

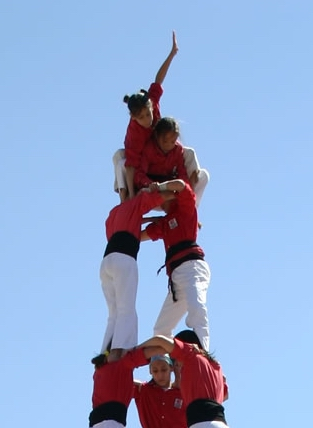
Pom de dalt

- Pom de dalt este partea superioară care încheie tronc-ul și întotdeauna este compusă din doi castelleri numiți dosos, plus unul numit acotxador,care de obicei este un copil și care se ține cu mâinile și se sprijină cu picioarele de cei doi castelleri dosos și încă unul numit anxaneta care stă deasupra. Când anxaneta ajunge în vârful turnului și desface brațele se consideră castelul terminat și punctat ca încărcat.
- Folre este un nivel suplimentar așezat deasupra bazei (pinya) care are un rol asemănător acesteia respectiv cel de a sprijini etajele superioare ale troncului
- Manilles este nivelul așezat deasupra folre-ului și arer de asemenea rolul de a susține troncul la nivelul al treilea
- Puntals este nivelul așezat deasupra manilles-ului și are de asemenea rolul de a susține troncul la nivelul al patrulea

## Tipuri de castele
Tipurile de castele primesc nume în funcție de numărul nivelurilor și de numărul persoanelor care formează un etaj. Primul număr din denumirea indică numărul de persoane care formează un nivel iar al doilea număr indică numărul total al nivelurilor adunându-se aici și pom del dalt. De exemplu 4 de 9 este un castell format din 6 etaje împreună cu baza, plus patru persoane pe nivel, plus «el pom de dalt» care se punctează cu 3 puncte.
În afară de aceste denunmiri alcătuite din litere se folosesc și alte nume pentru unele tipuri de castele consacrate precum: carro gros (4 de 8), catedral (5 de 8), supercatedral (5 de 9 cu folre), vano de pilars etc.
Un stâlp, în catalană pilar, este castelul cu o singură persoană pe nivel. De asemenea pilar se referă la un singur șir uman, parte a nivelurilor de mai multe persoane, pe verticală care intră în componența turnului.

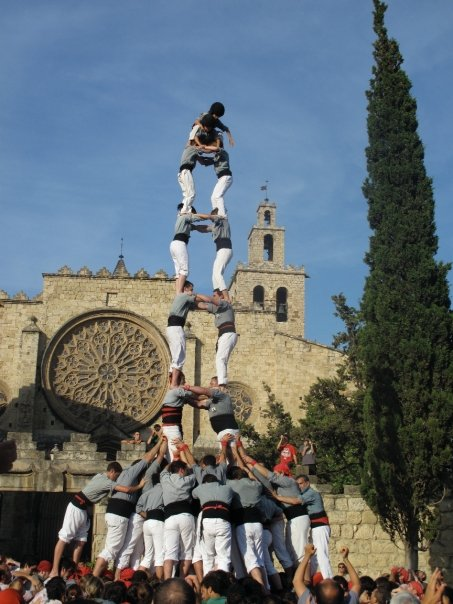
Combinaţia 2 de 8

Alte combinații care primesc nume speciale sunt:
- Tripleta mágica: 3 de 9 cu folre, 4 de 9 cu folre, 5 de 8
- Tripleta vilafranquina: 3 de 9 cu folre, 4 de 9 cu folre, 4 de 8 cu l'agulla
- Trileta o Tripleta lila: 2 de 8 cu folre, 4 de 8, 3 de 8
- Clasică de 8: 3 de 8, 4 de 8, 2 de 7
- Clasică de 7: 3 de 7, 4 de 7, 2 de 6

Un castel este mai dificil cu cât are mai multe nivele, mai multe coloane umane (pilar) și cu cât este necesară participarea mai multor participanți în structurile de susținere precum în folre y manilles pentru că este nevoie de o mare sincronizare și copenetrare.
Cu toate că nu există nici o competiție periodică sau regulată ci doar întreceri la festivitățile populare locale s-a creat în 2004 Tabla de Puntuación Castellera Desc.20 care este un tabel ce reglementează punctele acordate castelelor în funcție de dificultate. Acest tabel a fost înnoit în 2010 și unificat cu alte tabele paralele secundare căpătând denumirea de Tabla de Puntuaciones Unificada 2010.

## Finalizare și punctare
Un castell se poate termina în patru feluri diferite, într-un grad mai mare sau mai mic de reușită.
- Încercare (intent) Dacă castellul cade înainte de a fi terminat se punctează ca încercare.
- Încercare neterminată (intent desmuntat) atunci când casteller-ii coboară înainte de terminare
- Încărcat (carregat) atunci când castelul cade după ce a fost finalizat
- Descărcat (descarregat) atunci când membrii cetei coboară organizat după ce au terminat castelul

## Muzica

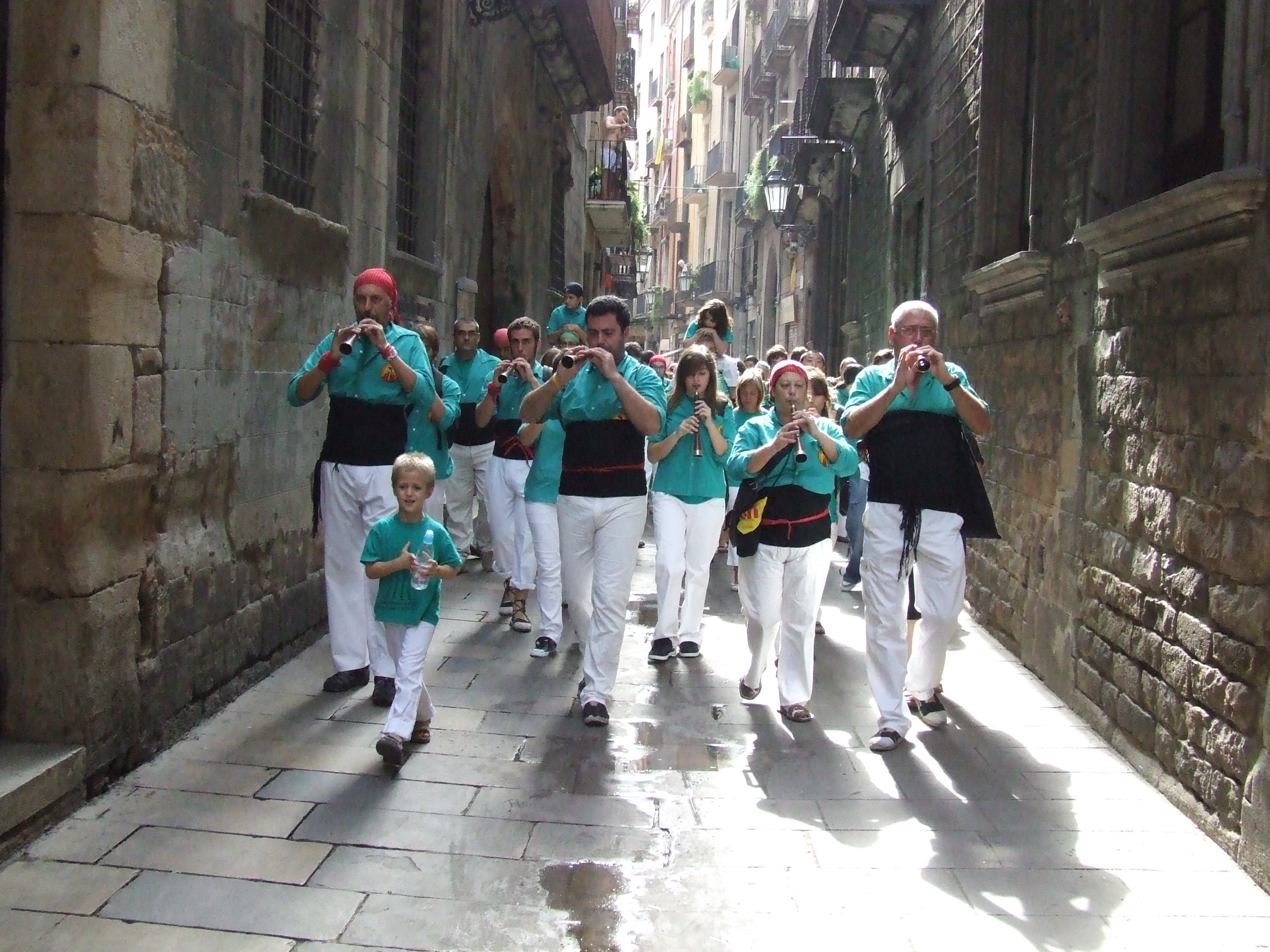
Cântăreţi la chirimia (grallers)

Muzica care se cântă în timpul ridicării turnurilor umane se interpretează la chirimie și la țambal. Piesa care se cântă în acest timp se numește Toc de Castells. Acest cântăreți se numesc grallers de la cuvântul catalan gralla care înseamnă chirimia.

## Vestimentație
Vestimentația castellerilor este una tradițională: cămașă colorată cu emblema cetei, pantalon alb, brâu și batistă. Prima dată când membrii cetei au purtat uniforme specifice a fost la Expoziția Internațională din Barcelona din 1929 și acest obicei s-a răspândit repede și la alte prezentări.
Fiecare ceată poartă uniformă și simboluri specifice iar unele pot adopta și alte accesorii cum ar fi pălăriile de paie folosite de castellerii din Mallorca.
Copii din cete sunt obligați să poarte cască. De asemenea nu poartă ceas, ochelari sau alte accesorii ce ar putea zgâria sau lovi pe ceilalți membrii ai cetei.
- Cămașa: Se poartă cămăși cu mânecile lungi și de culoare specifică cetei din care fac parte. La piept deasupra buzunarului poartă custută emblema cetei. Până acum câțiva ani castellerii purtau scris pe spate numele cetei de care aparțineau,[10] dar s-a renunțat la acest obicei.
- Pantaloni: Pantalonii castellerilor sunt de culoare albă și de țesătură groasă rezintă , au talia înaltă.

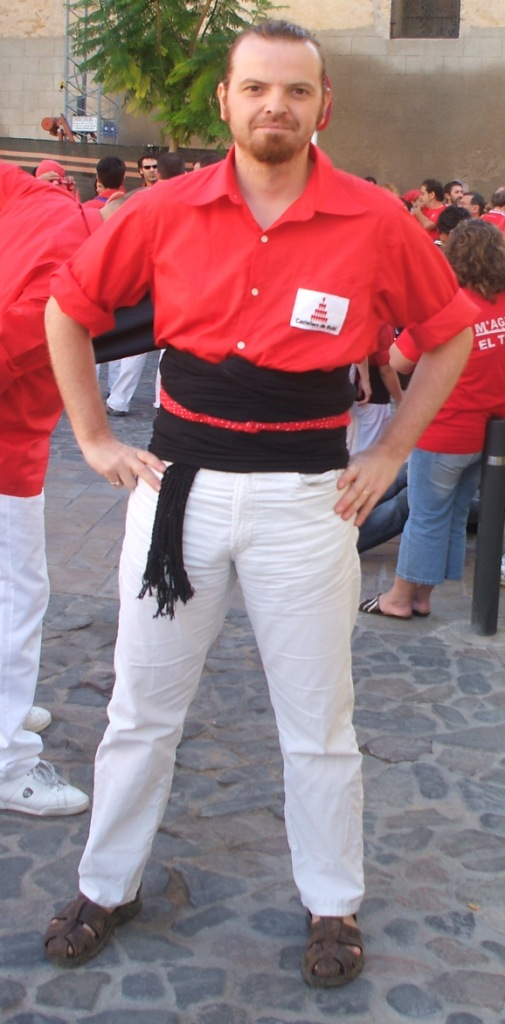
Ţinută tradiţională a unui casteller

- Brâul este cel mai adesea de culoare neagră și se înfășoară la nivelului rinichilor și are două funcții: ferește zona lombară de eforturile la care este solicitată în susținerea turnului și rolul de scară pentru ceilalți membri ai cetei atunci când urcă sau coboară.[11]
- Încălțăminte: Membrii cetei care compun baza turnului, respectiv pinya, sunt încălțați în timp ce cei care compun nivelurile superioare realizează turnul desculț.
- Batista: Este la fel pentru toate cetele și foarte mare, triungulară și de culoare roșie cu puncte albe. Inițial servea pentru acoperirea capului pentru a evita unele neplăceri legate de părul lung atunci când era cazul dar în timp a căpătat mai multe întrebuințări precum compresia la nivelul încheieturile pentru a evita durerea cauzată de efortul suplimentar. Uneori se leagă deasupra genunchiului pentru a avea rolul de treaptă ptr urcarea și coborârea altor castelleri sau poate fi legat brâul cu ea pentru ca acesta să nu se desfacă. Batistele mai pot fi brodate cu emblema cetei sau cu emblema sau denumirea festivității la care se prezintă ritualul.
- Cască: Casca a început a fi purtată recent în anul 2006 după unele căderi accidentale de către copiii participanți la ritual. Casca e de polistiren expandat pentru a fi rezistent, deformabil și pentru a evita leziunile atât pentru copii cât și pentru membrii cetei aflați la nivelurile inferioare. Casca cântărește 230 grame și măsoară 24 cm x 21 cm x 18 cm.[12]

## Reprezentații
În Catalonia există tradiția ca în unele localități în anumite zile cu ocazia anumitor sărbători să se realizeze castele de către una sau mai multe cete. În unele orașe aceste zile în care se înalță turnurile umane se numesc diada. Cele mai renumite diade sunt:

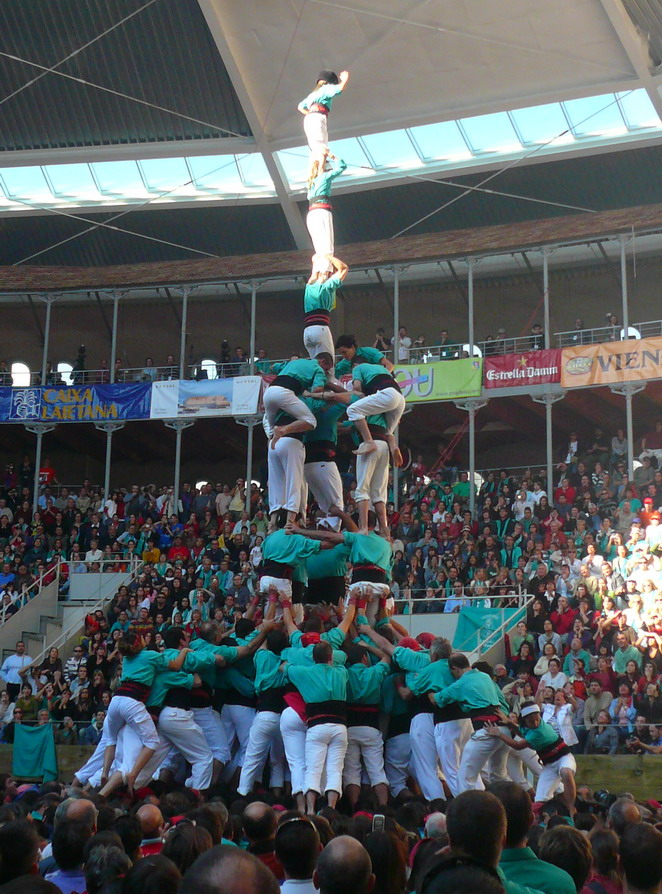
Concurs de castells în Tarragona

- 24 iunie de Sf. Ioan în localitatea Valls
- prima duminică după ziua Sfântului Petru (29 iunie), Sărbătorile Mari ale orașului Terrasssa.
- prima duminică înainte de sărbătoarea Les Santes (27 iulie) în Mataro
- sâmbăta anterioară zilei de 5 august în Vilanova i la Geltrú
- 15 august în La Bisbal del Penedès
- ultima duminică din luna august în L'Arboç și Igualada
- 30 august, diada Sfântului Felix în Vilafranca del Penedès
- duminica cea mai apropiată zilei de Sfânta Tacla(23 septembrie) în Piața de la Font din Tarragona
- duminica cea mai apropiată de Sărbătorile Mari din Barcelona (La Mercè) (24 septembrie) în Piața Sant Jaume din Barcelona.
- prima duminică din octombrii în anii pari în arena Tarraco Arena Plaça din Tarragona se desfășoară Concursul de Turnuri Umane
- prima duminică din octombrii în anii impari în Reus
- duminica cea mai apropiată zilei Sfintei Tereza(15 octombrie) în localitarea Vendrell
- prima duminică după Sfânta Ursula (21 octombrie) în Valls
- duminica cea mai apropiată de Sărbătoarea Sfântului Narcis (25 octombrie) în Girona
- la 1 noiembrie, de ziua Tuturor Sfinților în Vilafranca del Penedès
- începutul a celei de-a treia săptămâni a lunii noiembrie în Terrassa.

## Patrimoniu mondial imaterial al UNESCO
Propunerea acestei tradiții pentru a fi un bun al patrimoniului mondial a fost a lui Jordi Roigé, editor al revistei Castells în anul 2006. În aprilie 2007 s-a făcut publică această întenție la Festivalul Nopții Castelelor (Nit dels castells) din Valls și imediat proiectul a primit un mare sprijin din partea întregii țări culminând printr-o declarație de sprijin solemnă a Parlamentului Cataloniei. În iulie 2009 statul spaniol aprobă propunerea și depune o cere la sediul UNESCO din Paris. La data de 16 noiembrie 2010 comitetul UNESCO se reunește la Nairobi în Kenya și aprobă cererea încluzând acest bun cultural imaterial într-un grup de 200 de elemente caracterizate prin unicitate.

## Note

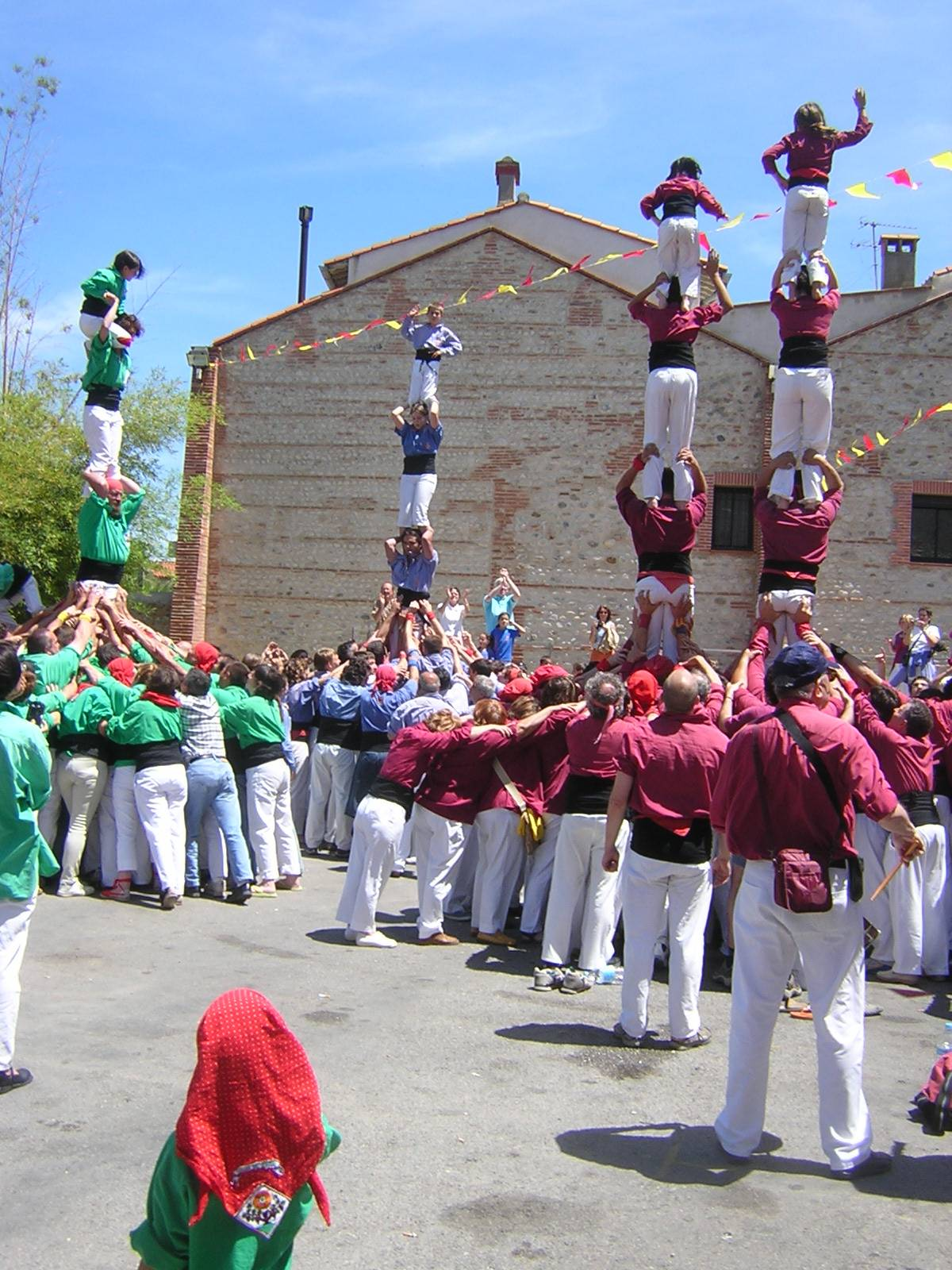
Pilars-Coloane umane

## Bibliografie

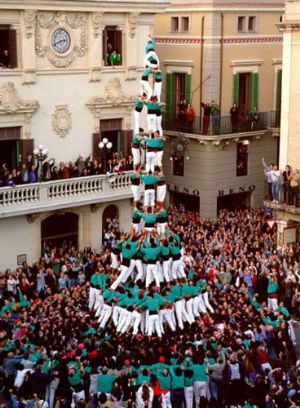
Întâiul 3 de 10 cu folre şi manilles din istorie